# Mercury (souostroví)
Mercury je skupina sedmi ostrovů v severovýchodní části Severního ostrova Nového Zélandu, asi 8 km od poloostrova Coromandel.
Hlavní ostrov skupiny ostrovů je Great Mercury (doslova „Obrovský Mercury”, též známý jako Ahuahu). Jedná se o jeden z prvních novozélandských ostrovů, který byl osídlen lidmi. Ostrov je vlastněn novozélandskými podnikateli Michaele Fayem a Davidem Richwhitem. V 10. letech 20. století na ostrově došlo ke kompletní eradikaci introdukovaných savců, především koček a krys.